# El colmo
«El colmo» es una canción y el tercer sencillo del grupo musical argentino Babasónicos, que fue incluida en su octavo álbum de estudio publicado en 2005, Anoche.

## Significado
El origen y significado de la canción se remonta a un día en que Adrián Dárgelos junto a Diego Castellano y Diego Rodríguez se encontraban trabajando en su estudio, colocando caños y realizando otras tareas de construcción.

## Lista de canciones
1. «El colmo» – 2:40[6]